# Etnografi
Etnografi (fra græsk έθνος ethnos = "folk" og γράφειν graphein = " skrive") er en kvalitativ, beskrivende forskningsmetode, udviklet inden for antropologien til at beskrive kulturforskelle blandt samfund og folkeslag.
Igennem sin udvikling i amerikansk og europæisk antropologi og etnologi har den etnografiske metode benyttet sig altovervejende af feltarbejde og deltagerobservation som måder til at indsamle data om forskellige samfunds og folkeslags kultur, samfundsorganisation og levemåder. Etnografi er en holistisk metode baseret på det princip, at elementerne eller delene af et samfund ikke nødvendigvis kan forstås uafhængigt af hinanden. Centrale figurer i udviklingen af den etnografiske metode var den tysk-amerikanske antropolog Franz Boas og den polske antropolog og økonom Bronisław Malinowski.
Etnografi har historiske forbindelser til rejsebeskrivelser og skildringer af kolonier. Selvom etnografien udvikledes indenfor antropologien bruges den nu i de fleste samfundsvidenskaber, fra sociologi til politologi til at opnå kvalitativ viden om forskellige gruppers kulturer, verdensopfattelser og handlemønstre. Den etnografiske er særligt central for de konstruktivistiske og relativistiske videnskabelige paradigmer, da metoden er særligt egnet til at belyse minutiøse forskelle i hvordan forskellige samfundsgrupper forstår og opfatter verden.
Begreberne antropologi og etnografi benyttes ofte synonymt. I Danmark skyldes det bl.a., at Københavns Universitet har doceret antropologi, mens Aarhus Universitet har undervist i etnografi og socialantropologi (nu hedder faget Antropologi og Etnografi). Etnografi refererer i høj grad til det beskrivende element og kan derfor ses som et mere specifikt begreb end antropologi, der bredt betyder "læren om mennesket". Kirsten Hastrup og Jan Ovesen nævner i Etnografisk grundbog fra 1990, at stadig flere danske etnografer har benyttet titlen antropolog for at "markere en mere teoretisk orienteret holdning". Det nævnes i samme bog, at kontinentaleuropæere traditionelt har kaldt sig etnografer, mens amerikanere har valgt kulturantropolog og briter socialantropolog som et udtryk for fokus på henholdsvis kultur og sociale systemer.

## Udgangspunkter
Man kan skelne mellem to udgangspunkter for den etnografiske forståelse: rammen for samfundsfællesskabet og dettes næringsmæssige grundform.

### Samfundsrammen
Etnografien kan betegnes som studiet af menneskelivet. Det er en stiltiende forudsætning for etnografien, at de befolkninger, der beskrives, enten er ens i henseende til levevilkår og levemåde eller kan siges at indgå i et opgavedelt samfund, hvor den enkelte bidrager til helheden inden for en vel afgrænset og let erkendelig helhedsramme (efter niveau kan skelnes mellem familie, stamme, folk eller nation).
Menneskets funktion som art er at sikre sin beståen. Dette sker, som for alle andre arter, ved at sikre sig afkom. Denne opgave bliver for menneskets vedkommende løst inden for det fællesskab, der kaldes familien. Familien består af tre led: mand, kvinde og afkom - i familiesammenhæng benævnt fader, moder og børn. Forældrenes rolle i familien er at avle børn og sikre afkommets overlevelse indtil den dag, hvor de kan klare sig selv og selv stifter familier.
Familier kan leve mere eller mindre isolerede men indgår som regel i et dagligt fællesskab, der kan betegnes som en stamme i tilfælde af jægersamfund (et jagtfællesskab) og nomadesamfund henholdsvis som boplads eller et landbrugsfællesskab (et landsbyfællesskab) for agerbrugssamfunds vedkommende.
Stammen kan indgå et et større fællesskab med andre grupper, som man ikke omgås i det daglige men ikke desto mindre vedvarende har kontakt til og fællesskabsfølelse med. Dette fællesskab kaldes folk eller folkeslag. Hvor samhørsfølelsen er bevidst, tales om en nation. Samhørsfølelsen betegnes nationalisme. I visse tilfælde er stammen og nationen sammenfaldende enheder.
Inden for fællesskabet findes visse regler eller love for hvorledes, man må og kan opføre sig. Er der uenighed herom, træffes der en afgørelse inden for fællesskabet, eventuelt ved dertil udpegede medlemmer. Sådanne ordninger, der har til formål at sikre et samfunds orden og beståen, kan formaliseres gennem faste institutioner med dertil udsete embedsfolk; i så fald tales om en stat. Nationalstaten betegner den ideale tilstand, hvor nation og stat er sammenfaldende.
Etnografiske studier har som regel rettet sig mod stammen eller folket. Studier af organiserede stater er som regel overladt til politologien for så vidt angår deres indretning, sociologien for så vidt angår deres medlemmers indbyrdes forhold eller geopolitikken for så vidt angår deres forhold til andre stater.

### Næringsgrundformer
Yderligere kan man sige, at ethvert samfund lader sig indpasse i en erhvervskulturel arketype eller grundform. Traditionelt skelnes mellem:
- samlere og lavere jægere
- højere jægere
- nomader
- halvagerbrug
- helagerbrug, der underinddeles i:

- helagerbrug uden plov
- helagerbrug med plov

- industrisamfund.

Det bør nævnes, at forståelsen af denne inddeling har ændret sig over tid. Oprindelig omfattede inddelingen kun de tre hovedtyper jægere, nomader og landbrugere. Ret snart fandt man det hensigtsmæssigt at foretage en opdeling. Inspireret af Darwins lære fandt man anledning til at udskille såkaldte "primitive" (oprindeligere) kulturtrin og mere videreudviklede trin. Dermed indledtes en deling af jægerkulturer i "samlere og lavere jægere", det vil sige udpræget kombinerede næringsformer, og "højere jægere", hvor jagt er overvejende eller enerådende. På lignende måde sket en opdeling i "halvagerbrug", hvor jagt og agerbrug er kombineret i en kønsbetinget arbejdsdeling, idet kun kvinder er sysselsat med afgrødedyrkning mens mænd bedriver jagt, og "helagerbrug", hvor denne næringsvej er blevet mændenes virkeområde. Denne blev yderligere opdelt i agerbrug uden brug af plov henholdsvis med brug af plov.
Inspireret af udviklingstanken blev det i anden halvdel af det 19. århundrede hævdet, at de ulige kulturformer skulle afspejle trin i den kulturelle udvikling, og man mente, at forekomsten af de enkelte kulturformer således afspejlede de udviklingstrin, som "moderne" samfund havde været igennem under deres udvikling.
Allerede i samtiden blev der fremsat kritik af denne opfattelse, og fra begyndelsen af det 20. århundrede blev det med voksende styrke hævdet, at de ulige næringsformer snarere burde opfattes som tilpasninger til de naturgivne forudsætninger. Forskningen fandt, at de ulige samfund også havde gennemgået en uens udvikling, og tillige, at forekomsten af samme redskabsformer i flere kulturer ofte måtte ses som en følge af indbyrdes kontakter, idet de enkelte kultursamfund optog sådanne redskaber og opfattelser, som med fordel kunne indpasses i deres virkeform. På lignende måske skiftede opfattelsen af årsagen til, at samme kulturform forekom flere steder, fra, at dette skyldes parallelle udviklingsforløb til, at dette snarere og oftere skyldes indbyrdes kulturstrømninger. Dette førte til udviklingen af den opfattelse (der fandt vej til etnologien), at der ved gentagne nye kulturstrømninger skete en mere udpræget "fortrængning" af gamle kulturformer til "yderområder" eller med andre ord:
"Dersom en Række af Kulturstrømme efter hinanden trænger ind i et Land eller en Verdensdel, vil de ældre Kulturer holde sig længst i afsides Egne".
Med tiden har en økologisk forståelsestilgang til næringsformerne vundet frem: En oversigt over fordelingen af de erhvervsmæssige grundformer vil vise en vis tilpasning til de stedlige naturgivne vilkår. Således vil samlernes og jægernes virksomhed afhænge af det naturlige plante- og dyreliv, der atter afhænger af klima og jordbundsforhold, agerbrugets udformning er ligeledes i stort omfang bestemt ved klimatiske, jordbundsmæssige og terrænmæssige forhold, og på lignende måde vil industrien være tilpasset de på ethvert sted tilgængelige råstoffer, mens handelen endelig beror på de samhandlende områders indbyrdes beliggenhed (og erhverv) og de betingelser for transport, som terræn, vandløb og have giver færdselen.

## Forskningsmetoder
Etnografisk forskning har gennem tiden gjort brug af tre forskningsmetoder:
1. feltstudiet,
2. udnyttelsen af skriftlige kilder,
3. arkæologiske udgravninger og udnyttelsen heraf.

### Feltstudiet
Den vigtigste forskningsmetode i etnografien har altid været feltstudiet. Dette går ud på at besøge den befolkningsgruppe, der ønskes studeret, leve med den i kortere og længere tid og herunder dels gøre iagttagelser, dels - eventuelt ved spørgsmål - at nå til en dybere forståelse af befolkningsgruppens levevis eller dele heraf.
Feltstudiet kan omfatte levevis i dagligdagen, årlige højtider, højtider i forbindelse med begivenheder i livet (typisk ritualer ved overgang fra barn til voksen, ritualer i forbindelse med ægteskaber og ritualer i forbindelse med død og begravelse). I moderne etnografi lægges vægt på forskerens egen evne til at indleve sig i den studerede befolkningsgruppes livsvilkår og dermed ved sit samvær med menneskene i det samfund, man forsøger at forstå skaffe sig en indsigt og indlevelse, der fremmer evnen til at skildre det studerede liv som en helhed, hvor de enkelte deltræk fremstår som værende meningsfulde.
Som et led i feltstudiet kan etnografen gennem spørgsmål og samtale forsøge at skaffe sig uddybende indsigt i den forståelsesverden, som præger den befolkningsgruppe, der studeres.
I ældre feltstudier indgik antropologiske studier af befolkningens alderssammensætning, fysiske højde og drøjde, ansigtstræk, hårets karakter og farve, øjnenes farve med mere ligeledes som en del af studiet.

### Skriftlige kilder
Etnografiske feltstudier kan ifølge sagens natur kun ske i samtiden. Vil man vide noget om tidligere tider, er man henvist til at bruge skriftlige og arkæologiske vidnesbyrd. Ikke sjældent inddrages skriftlige kilder som et middel til at kontrollere egne iagttagelser, eventuelt om der er sket en udvikling over tid.
Inddragelsen af skriftlige kilder stiller brugeren over for en række kildekritiske og forståelsesmæssige samt tolkningsmæssige problemer. Man kan skelne mellem nyere tids og antikke kilder, men problemstillingerne er ens (omend ikke de samme). De problemer, der således gør sig gældende, kan i hovedsagen sammenfattes således:
1. egne fordomme;
2. kildeforfatterens fordomme;
3. sproglige forståelses-, herunder identifikationsproblemer;
4. spørgsmålet om sproglige lån overtaget fra andre kilder (vandremotiver);
5. spørgsmålet, om kildeteksten gengiver forfatterens egen viden eller oplysninger hentet fra andre kilder;
6. spørgsmålet om fortolkning af de gengivne oplysninger: myter eller at konstruere en helhed.

Det er velkendt, at fx antikke (især græske og romerske) forfattere i vid udstrækning var bundne af fordomme om verdens indretning, såkaldt etnocentrisme. Man mente, at afstanden fra "civilisationens midtpunkt" (= ens eget samfund) samt de klimatiske forhold havde indflydelse på de "barbariske" folkefærd, der blev beskrevet. Ligeledes forsøgte disse forfattere ofte at forstå fremmede samfund ud fra forholdene i deres eget samfund, enten ved at finde ligheder eller ved at opstille modsætninger. Endelig forelå faren for, at antikke forfattere generaliserede forholdene for en større befolkningsgruppe på grundlag af enkeltiagttagelser. Alle disse forhold måtte nødvendigvis "farve" fremstillingen.
I nyere tid (især efter 2. verdenskrig) har kildekritikken mere og mere vundet overhånd. Antikke kilder betragtes mere eller mindre som "upålidelige" til fortiden. Denne tendens gjorde sig tidligt gældende blandt historikere (fx Aksel E. Christensen) og har siden vundet udbredelse også blandt filologer (fx Allan A. Lund).

### Arkæologiske fund
Det er indlysende, at skriftlige kilder kan være "kaotiske, brudstykkeagtige og upålidelige". Det kan derfor næppe undre, at man i forsøg på at udvide kildegrundlaget har inddraget arkæologiske vidnesbyrd (i ældre tid virkede etnografer i ikke ringe udstrækning tillige som arkæologer). Denne udvidelse stiller imidlertid etnografen over for nye fortolkningsproblemer. Vanskelighederne består ikke mindst i at med sikkerhed fastslå sammenhængen mellem på den ene side de arkæologiske fundkomplekser og på den anden bestemte etnografiske grupper eller folkeslag. Faren for at foretage sådanne sammenkoblinger forkert er indlysende, og denne fare forstærkes, hvis den kombineres med forud fattede meninger, eventuelt af politisk eller racemæssig karakter. Det klassiske eksempel herpå er Gustaf Kossinna, der mente, "at en arkæologisk kulturprovins altid svarer til en etnisk gruppe, som han igen så som en sproglig enhed"). Det forhold, at Kossinnas teorier efter hans død i 1931 blev lagt til grund for det nationalsocialistiske styres politik, ikke mindst kravene på "gamle germanske landområder" i de daværende Polen, har gjort en sådan tilgangsmåde "politisk-fagligt ukorrekt".

## Beskrivelsesmetoder
Fremgangsmåden ved etnografiske studier er så vidt muligt at beskrive alle sider af det samfund, der er genstand for det konkrete studium. Traditionelt inddeles disse studier i fire hovedemner: biologisk antropologi, sprog, materiel kultur og åndskultur.

### Antropologi
Den biologiske antropologi (populært kaldes racelære) tager sit udgangspunkt i, at mennesker ser uens ud: der er forskelle i højde og drøjde, hudfarve, hårfarve og hårets egenskaber, øjenfarve og så videre. Inddelingen i racer er en metode, der har til formål at ordne og systematisere de iagttagne forskelle på en hensigtsmæssig måde.
Antropologien arbejder inden for tre områder:
1. forsøg på at finde målbare udtryk for den fysiologiske mangfoldighed så som fysisk højde, kraniets højde- og breddemål, hudfarve, øjenfarve, hårets karakter (lige eller kruset) og farve med mere,
2. indsamlingen af oplysninger om antropologiske træk i de enkelte befolkninger,
3. inddelingen eller klassificeringen i hovedtyper.

Særlig spørgsmålet om antallet af arketyper eller grundformer af racer har vist sig svært at nå til enighed om: antallet svinger fra 3 og opefter.
Det bør rimeligvis nævnes, at i takt med, at omfanget af indsamlede data voksede, blev det stadig sværere at opstille faste og sikre skillelinjer. En del af forklaringen herpå ligger i, at befolkningen viser større og mindre afvigelser fra gennemsnittet. Som en anden forklaring nævnes, at der over tid er skete en stigende "raceblanding", hvorved arketyperne i nogen grad er blevet mindre udprægede (hvilket ikke har forhindret hævdelsen af deres eksistens).
I moderne videnskab indgår ikke mindst genetiske studier som et grundlag for denne forsknings specialisering som et særligt forskningsområde.

### Sprog
Sproget har formentlig til alle tider været et redskab til at skelne mellem ulige nationer. Næsten alle nationer synes at have udviklet en "vi"-bevidsthed som modsætning til "andre" netop med udgangspunkt i sproglige uligheder (således betegner udtrykket "barbar" på græsk (hellensk) folk, der ikke taler græsk, mens "hellener" betegner dem, der taler græsk. Som et andet eksempel kan nævnes det forhold, at vi ofte beskriver folk efter det sprog, de taler: en nordmand taler norsk, en svensker taler svensk og så videre).
Blandt de tidlige resultater af sprogforskningens forsøg på at ordne sprogene er inddelingen i 20 "sprogfamilier", det vil sige beslægtede sprog (sprog med samme opbygning og eventuelt ligheder i ordforråd). Det bør dog siges, at der ikke er opnået enighed og disse, og at en del sprogfamilier snarere har karakter af geografisk kategorisering end af opbygningsmæssig kategorisering.
Skønt sprog (ikke mindst ordforråd og fonetik) ofte indgår i det etnografiske registreringsarbejde, er sprogforskningen i nyere tid tillige udskilt som et eget forskningsområde.

### Materiel kultur
En hovedgenstand for etnografien er de i et samfund anvendte boligformer, klædninger, redskaber og deres brug. Nationalt er sådanne studier knyttet til folkelivsstudier, ikke mindst af bygningskunsten, der er blevet samlet på såkaldte frilandsmuseer, således Frilandsmuseet i Kongens Lyngby, hvor eksempler på regional historisk bygningstradition er blevet samlet og udstillet. I tilknytning hertil foregår studier i fx historisk bygningstradition, dens udbredelse og udvikling.
Foruden indsamlingen af dette materiale som led i beskrivelsen af det enkelte samfunds træk, bruges sådanne oplysninger tillige i den (nu "klassiske") etnologi som grundmateriale ved sammenlignende studier af flere samfund med henblik på at finde ud af deres indbyrdes kontakter med mere.

### Åndskultur
Et andet emne er studiet af den åndelige kultur i form at religion, tidsopfattelse (herunder også tidsregning ol.), ritualer, traditioner og højtider, historiske erindringer med mere. Nationalt er sådanne studier knyttet til folkemindestudier, såvel indsamling som tolkning og formidling.
Folkeminder (engelsk: folklore) er folkeoverleverede beretninger, trosforestillinger, ritualer, skikke og fester ved årets og livets højtider, eventyr, vandrehistorier, sagn og andre traditionelle fortællinger, folkeviser og andre viser, sanglege, rim og remser, gåder og ordsprog, folkemusik og folkedans.

### Sociale relationer
Et tredje emne er studiet af sociale relationer i et (lokalt) samfund. Denne gren af forskningen kendes som socialantropologi. Sådanne studier retter sig mod det indbyrdes forhold mellem mennesker i et bestemt forhold og de forhold, som påvirker disse, samt forholdet mellem lokalsamfund og omverdenen fx en centralmagt.

### Fortid og nutid
I ældre tid indgik arkæologiske undersøgelser også i det etnografiske arbejde, og mange forskere virkede inden for begge disse forskningsområder. Det skyldtes den opfattelse, at arkæologien kunne belyse et givet samfunds udvikling over tid. Med andre ord:
- arkæologien vedrører den fortidige (ikke-levende) kulturs former og materielle levn,
- etnografien vedrører den nutidige (endnu levende) kulturs former og materielle levn.

### Emner
Sammenfattende vil etnografiske studier som regel indeholde følgende emner:
- stammens eller nationens talmæssige størrelse og fordeling (udbredelse)
- raceforhold
- sprog
- levevis og materiel kultur (boliger, klæder, redskaber, samfærdselsmidler, våben, smykker, billed- og skulpturkunst, kropskunst (tatoveringer), husdyr med mere)
- social indretning
- åndskultur: religion, folkeminder, tidsregning, fortællekultur, musik- og dansekultur, med mere
- samfundsmæssig indretning: selvstyre eller statsdannelse.

### Genstandsfeltet
I den opfattelse, der inden for etnografien gjorde sig gældende frem til 2. verdenskrig, er det dog kun hos naturfolk, at det er muligt at overskue og direkte iagttage de herhen hørende fænomener. Hos kulturfolkene er kulturbesiddelsen så rig, og de enkelte sider så sammensatte og indviklede, at det synes umuligt at udrede disse forhold klart og udtømmende gennem umiddelbar iagttagelse af dem. Det forstås da, at etnografien af praktiske grunde mest (omend ikke udelukkende) har rettet sig mod studier af naturfolkene. I Vesteuropa fx vil etnografiske iagttagelser kun kunne gøres rent sporadisk, for så vidt der kan være befolkninger i visse egne, der har bevaret en enkel kultur og en simpel leveforms nøje forhold til naturen. Almindeligt er det desuden, at der i kulturfolket – mest i dets lavere klasser – er bevaret rudimenter eller levn (survivals) af gammel sæd og skik eller tro, der var levende i naturtilstanden, men som nu kun er bevaret i kraft af inertiens lov. Til studiet af disse rester udvikledes i begyndelsen af 1900-tallet en særlig videnskabsgren: læren om folkeminderne (engelsk: folklore, tysk: Volkskunde).
Dette indebar tillige, at den etnografiske forskning traditionelt fik form af etnografiske (og arkæologiske) ekspeditioner eller forskningsrejser, hvis mandskabsmæssige sammensætning ofte bestod af et antal sagkyndige inden for hver deres særlige emne: en del indsamlede oplysninger om samfundenes sociale virkemåde, andre materielle vidnesbyrd, atter andre sproglige oplysninger, atter andre antropologiske oplysninger, hvortil kunne komme andre sagkyndige fx botanikere, zoologer, geologer eller tegnere.

### Målsætninger
Forskningens formål var eller kunne være:
1. at beskrive de enkelte samfund, der blev studeret,
2. at foretage sammenlignende studier af enkelte sider af samfundenes levevis, brugsgenstande eller åndelige arv,
3. at opstille teorier om samfundenes udvikling over tid,
4. at formidle indsamlet viden og indsamlede genstande fx på museer.

## Historie
Som de første spirer til etnografisk opfattelse plejer man at nævne ægypternes sondring i deres malerier mellem 4 ulige folkeslag samt den kendte folkeliste i Genesis (kap 10). En videnskabelig etnografi var dog hele oldtiden og middelalderen igennem lige til de store opdagelsesrejser en umulighed på grund af manglende kendskab til de folk, der stod uden for den europæiske og mediterrane kulturkreds, og mange fantasier og misforståelser fik plads i datidens fremstillinger.
Først de store opdagelsesrejser i det 18. århundrede, den udstrakte europæiske kolonisation og missionsvirksomhed samt de videnskabelige ekspeditioner gav mulighed for det europæiske etnografis opståen, men det var endda først efter midten af 19. århundrede, at der kan tales om en videnskabelig etnografi. Den egentlige (europæiske) etnografi måtte som fremgået oven for komme til at interessere sig mest for kulturen uden for Europa, og den måtte ifølge sin metode og sine direkte synspunkter bedst formå at studere de lavere eller, om man hellere vil, de enklere kulturer. De første spirer til etnografisk iagttagelse og beskrivelse går tilbage til tiden efter de store opdagelser. Selve navnet etnografi skal første gang forekomme i Carsten Niebuhrs beskrivelse af sin, for den danske regering foretagne, rejse i Arabien 1762-67.
Den vågnende interesse for etnografi gav sig udslag i dannelsen af en række videnskabelige selskaber i de forskellige lande. På opfordring af M. W. F. Edwards stiftedes 1839 i Paris Société ethnologique, der dog ophørte allerede 1848, men hvis interesser genoptoges af det 1859 grundlagte Société d’Anthropologie, der dog under Broca’s ledelse for en væsentlig del dyrkede antropologiske opgaver. I New York stiftede Gallatin og Schoolcraft 1842 American ethnological Society, der eksisterede en snes år, men allerede da havde fået en afløser i den grundede Smithsonian Institution. I London stiftedes 1843 Ethnological Society, der 1871 gik op i Anthropological Institute of Great Britain and Ireland. Yderligere kan nævnes Gesellschaft für Anthropologie, Ethnologie und Urgeschichte i Berlin og Anthropologische Gesellschaft i Wien.
Da først etnografiske studier havde fundet deres emne og form tog denne til gengæld snart en voldsom vækst i flere lande, og der fremkom etnografiske arbejder fra spredte naturfolk jorden over. Der var dog i virkeligheden kun et enkelt større område, hvor forholdene tillod dybere og grundigere undersøgelser, og det var i Nordamerika, hvor den amerikanske ethnology kunne arbejde under gunstigere forhold, end noget andet land har kunnet byde. Fremhæves bør det, at på tysk bruges hyppig ordet Völkerkunde i betydning af etnografi, mens man i England og Amerika som betegnelse for det samme begreb hyppigere bruger cultural anthropology eller ethnology.

## Etnografien som videnskab
Siden 2. verdenskrig kan man sige, at etnografien har udviklet sig til en videnskab, der mere er knyttet til en metode og til visse synspunkter end til et bestemt afgrænset emne. Genstand for etnografiske studier kan de kulturer og kulturforhold blive, der er tilstrækkelig enkle og usammensatte. Egnet til at gøre etnografiske iagttagelser er den forsker, der er i stand til at anvende de af etnografien nærmest naturvidenskabelige metoder på kulturelle studieobjekter. At der hertil kræves særlig uddannelse, er en opfattelse, som først gradvist vandt frem i løbet af det 20. århundrede. Tidligere havde etnografien fået sine dyrkere fra højst forskellige lejre, fra filologi, historie, arkæologi, naturvidenskab, psykologi med flere, og det er følgelig intet under, at de forskellige forskere så sagen fra højst forskellig side, og at de også har været højst afvigende indbyrdes i deres meninger om, hvorledes etnografi skulle opfattes. Det videnskabelige stof, som etnografen får at arbejde med, kan indordnes under en af 3 grupper:
1. Det kan være selve de genstande, der er forfærdiget og har været brugt af de pågældende folk;
2. det kan være litterært stof, eller
3. det kan være etnografens egne iagttagelser "i marken", drejende sig om såvel redskaber som sociale forhold, familieliv, religiøse forhold og andre træk i det studerede folks dagligliv eller højtider og særlige begivenheder.

Moderne etnografi vedrører ikke kun studiet af folkeslag i fremmede dele af verden, men kan tillige rette sig mod særlige grupper i det egne samfund - ikke mindst indvandrere i dette ords bredeste betydning. I de modsætninger, der opstår mellem indvandrere og det omgivne samfund (eller mellem indvandrere indbyrdes blandt andet betinget af køns- og generationsforskelle) har etnograferne fundet et studiobjekt, som påkalder sig stor interesse ved indgangen til det 21. århundrede.

### Etnografiske samlinger
De materielle genstande eller de etnografiske sager samles nu om stunder især i de etnografiske museer. I tilknytning til disse kan man tale om en særlig gren inden for etnografien, nemlig den såkaldte museums-etnografi, der i flere henseender står arkæologien nær, lige som også dens mænd for en stor del har fået deres uddannelse på de arkæologiske museer, hvad der i første instans har været til gavn for etnografien som arkæologiens lidt yngre søstervidenskab. Som den anden gruppe nævnes det litterære stof, der forefindes ikke alene hos andre nyere forskningsrejsende, men også spredt i forskelligartede værker lige fra oldtiden til vore dage. Med anvendelse af den fornødne kildekritik kan der ad denne vej tilvejebringes værdifulde etnografiske oplysninger. Endelig er der de direkte iagttagelser i marken eller den side af faget, som man kan kalde felt-etnografi. Det er afgjort den mest betydningsfulde side af etnografien, og i ingen henseende stilles der større fordring til dyrkeren i retning af uddannelse og personlige evner med hensyn til iagttagelse, indlevelse og forståelse.
I henseende til indsamling af materiale gjorde etnografien store fremskridt i løbet af det 20. århundrede. Bearbejdelsen af det allerede tilvejebragte materiale vidner yderligere om, at etnografien er en ung videnskab, hvis muligheder langt fra er udnyttet fyldestgørende. Blandt vanskelighederne ved bearbejdelsen af indsamlede oplysninger skal nævnes, at det er så sammensatte forhold, det drejer sig om, at deres behandling kræver særlige evner til kritik og mangesidig betragtning. Eksempelvis kan nævnes problemerne om etnografisk inddeling, om udvikling og om forfald i kulturen samt om årsagerne til kulturel udvikling. Med hensyn til det sidste punkt kan der være tale om påvirkning og lån fra andre kulturer, eller der kan være tale om opståen på stedet (autochthonitet). Som et par særlig vigtige grupper af stedlige årsager til kulturelle ændringer på lavere kulturtrin kan nævnes den geografiske tilpasning og arbejdsdelingen. I førstnævnte tilfælde kommer etnografi til at støtte sig til antropogeografien, mens den i det andet må drage nytte af sociologiens synspunkter. På den anden side benytter antropogeografien etnografien som hjælpevidenskab, og på lignende måde kan sociologien umuligt opbygge sine lærebygninger uden at støtte sig til etnografi. Det samme gælder religionsvidenskab og mange andre videnskaber, som man tidligere søgte at opbygge spekulativt, men som man nu har indset må have en etnografisk basis.

## Kendte etnografiske pionerer og forskere
Blandt etnografiens grundlæggere og mest fremragende ældre dyrkere kan nævnes: J. G. Prichard (1786-1848), Th. Waitz (1821-1864), Oscar Peschel (1826-1875), Friedrich Müller (1834-1898), A. Bastian (1826-1905), der var grundlæggeren af det store Museum für Völkerkunde i Berlin, H. Schurtz (1863-1903), Friedrich Ratzel (1844-1904), E. B. Tylor (1832-), D. G. Brinton (1837-1899), der var grundlægger af den amerikanske skole i etnografi, samt J. W. Powell (1834-1902), der gennem mange år var leder af det amerikanske Bureau of Ethnology i Washington. Af amerikanske etnografer bør yderligere fremhæves O. T. Mason, W. H. Holmes, Franz Boas med flere. Af danske etnografer kan nævnes museumsetnografen Kristian Bahnson (1855-97), østgrønlændernes opdager og beskriver G. F. Holm samt forskere af polarfolk som Kaj Birket-Smith, Hans Peder Steensby og William Thalbitzer. Også kulturgeografen Gudmund Hatt har ydet fremragende bidrag til etnografien.